# Mao Zejian
Mao Zejian (毛澤建) (outubro de 1905 - 20 de agosto de 1929) foi uma prima de Mao Tse Tung, que foi executada pelo Kuomintang em Hengshan, Hunan.
Quando Edgar Snow entrevistou Mao Tse Tung para o seu livro Red Star Over China em 1936, ele gravou o nome "Mao Zejian" como Mao Zehong (毛澤紅) e afirmou que ela era sua irmã. Este erro tem sido levado a cabo desde então. Apesar de uma prima, ela tinha vivido por um longo período com os pais de Mao, e por costume Mao se refere a ela como "irmã". Uma líder guerrilheira por seus próprios méritos, ela foi capturada pelo KMT em 1928, e foi executada em agosto de 1929, com a idade de 24 anos.